# Humanistische Gemeinschaft Hessen
Die Humanistische Gemeinschaft Hessen (HuGH; bis 2015 Freireligiöse Landesgemeinschaft Hessen, FLH) ist eine als Körperschaft des öffentlichen Rechts verfasste humanistische Weltanschauungsgemeinschaft. Die HuGH ist der hessische Landesverband im Humanistischen Verband Deutschlands (HVD). Als Körperschaft des öffentlichen Rechts darf sie auch Kultussteuer (analog zur Kirchensteuer) erheben, nutzt diese Möglichkeit jedoch derzeit nicht, es erfolgt eine eigenständige Erhebung von Beiträgen. Die Mitgliederbasis besteht aus Agnostikern, Atheisten, Freidenkern, Freireligiösen, Humanisten und Pantheisten. Die Humanistische Gemeinschaft Hessen erteilt das ordentliche Unterrichtsfach „Freie Religion“ mit Benotung im Schulzeugnis. Langfristig soll das Fach in „Humanistische Lebenskunde“ umbenannt werden.

## Organisation
Zur Humanistischen Gemeinschaft Hessen gehören die Ortsgemeinschaften Egelsbach/Erzhausen/Langen, Gießen/Frankfurt, Langenselbold/Main-Kinzig, Mörfelden-Walldorf,  und Wiesbaden. Kontaktpunkte existieren für die Regionen Darmstadt, Neu-Isenburg, Marburg-Biedenkopf und den Main-Taunus-Kreis.

## Geschichte
Unter Leitung von Pfarrer Leberecht Uhlich bildete sich am 29. Juni 1841 aus einem Zusammenschluss rationalistischer evangelischer Pfarrer der Kreis der Protestantischen Freunde. Dieser erhielt wegen seiner Betonung des Lichtes der Vernunft, die auch auf die Heilige Schrift anzuwenden sei, den Beinamen Lichtfreunde. 
Ausgelöst durch den Vortrag »Ob Schrift, ob Geist« von Gustav Adolf Wislicenus gab der Lichtfreundekreis auf seiner Pfingstversammlung 1844 das protestantische Schriftprinzip zugunsten des im Menschen wirkenden Geistes auf. Innerhalb kürzester Zeit setzten Maßregelungen gegen die rationalistischen Pfarrer ein. 
Am 1. Oktober 1844 verurteilte der katholische Kaplan Johannes Ronge in einem offenen Brief an den Bischof Wilhelm Arnoldi von Trier die Ausstellungen des sogenannten Heiligen Rockes. Dieser Brief löste eine Reformbewegung weg von Rom aus, die zu einer ersten deutschkatholischen Gemeindegründung unter Kaplan Johannes Czerski in Schneidemühl führte. In schneller Folge bildeten sich 1845 im Osten und Südwesten der deutschen Staaten entsprechende Gemeinden, sodass am 23. März in Leipzig auf Anregung von Robert Blum eine erste deutschkatholische Kirchenversammlung mit 15 Gemeinden stattfand. Am 19. Januar 1846 bildete sich in Königsberg unter Leitung von Pfarrer Julius Rupp (Großvater von Käthe Kollwitz) die erste freie Gemeinde auf protestantischer Seite; ein Jahr später folgte eine weitere in Nordhausen unter Pfarrer Eduard Baltzer. 1848 bestanden in ganz Deutschland bereits 250 deutschkatholische Gemeinden und 80 Gemeinden der Lichtfreunde. Die versuchte Vereinigung der deutschkatholischen und der freien protestantischen Gemeinschaften zu einer Religionsgemeinschaft freier Gemeinden in Leipzig und in Köthen wurde 1850 durch polizeiliche Versammlungsauflösungen verhindert. Sowohl in Preußen als auch in anderen Ländern kam es im Lauf der nächsten acht Jahre zu massiven Verfolgungen freier Religionsgemeinschaften.
Am 17. Juli 1859 gründeten rund 100 verbliebene Gemeinden in Gotha den Bund Freireligiöser Gemeinden Deutschlands (BFGD) mit dem Grundsatz: Freie Selbstbestimmung in allen religiösen Angelegenheiten. 
1886 schlossen sich 25 freiprotestantische Gemeinden, die sich zehn Jahre zuvor in Rheinhessen gebildet hatten, dem BFGD an. 
Der BFGD und der bürgerliche Freidenkerverband gingen 1924 im Volksbund für Geistesfreiheit auf. Zur Wahrung der alten freireligiösen Tradition bildeten im Oktober südwestdeutsche Gemeinden den Verband Freireligiöser Gemeinden Süd- und Westdeutschlands.
Nach der Machtübernahme der Nationalsozialisten wurden 1933 die Geschäftsräume des Volksbundes durch die SA besetzt und zerstört. Gemeinden wurden verboten oder ihre Arbeit behindert. Im Juni 1934 wurde auf dem Bundestag in Leipzig der alte Name „Bund Freireligiöser Deutschlands“ erneut angenommen, das 75-jährige Bestehen des Bundes wurde gefeiert, anschließend wurden mehrere Abgeordnete verhaftet. Am 20. November wurden die freireligiösen Gemeinden in Preußen verboten. Der Südwestdeutsche Verband benannte sich in „Freie Religionsgemeinschaft Deutschlands“ um und entging so dem Verbot. Nach weiteren Verboten außerhalb Preußens und verschiedenen Namensumbenennungen erfolgte am 15. April 1935 die Selbstauflösung des Bundes.
Nach Kriegsende erklärte Carl Peter 1945 in Leipzig den Bund wieder für existent. Eine erste Landesverbandstagung fand unter dem Namen Bund freireligiöser Gemeinden e.V Landesverband Nordrhein-Westfalen statt. Nach und nach nahmen ehemals verbotene Gemeinden  auf Orts- und Landesebene ihre Arbeit wieder auf. Zur Pflege des freireligiösen Gemeindelebens schlossen sich 1968 Teile des alten Südwestverbandes zum Verband Freier Religionsgemeinschaften wieder zusammen.
Am 13. Juni 2015 beschloss die Landesversammlung die Umbenennung in „Humanistische Gemeinschaft Hessen“. Bei den Mitgliedsgemeinden wurde eine entsprechende Umbenennung teilweise ebenso schon durchgeführt oder ist beabsichtigt, findet jedoch nicht bei allen Gemeinden Zustimmung. Die Umbenennung, begleitet von einem Austritt aus dem Bund Freireligiöser Gemeinden Deutschlands, fand am 13. Oktober selbigen Jahres statt.
Am 28. April 2018 wurde der Zusammenschluss der HuGH mit dem 2011 als eingetragener Verein gegründeten HVD Landesverband Hessen beschlossen. Hierfür wurde durch die Landesversammlung am 30. März 2019 ein Gesetz zur Eingliederung verabschiedet. Die Mitglieder des bisherigen HVD Hessen e.V. bilden gemäß diesem Gesetz rückwirkend zum 1. Januar 2019 die neue HuGH-Ortsgemeinschaft „HVD Gießen/Frankfurt“. Die HuGH ist Gesamtrechtsnachfolgerin des Vereins, der durch die Eingliederung rechtlich beendet wurde. Seit November 2019 ist die HuGH Mitglied im Humanistischen Verband Deutschlands und trat somit als hessischer Landesverband an die Stelle des bisherigen HVD Hessen e.V.